# Drøbaksundet
Drøbaksundet är ett sund där Oslofjorden smalnar av mellan Drøbak och Hurumlandet söder om Oslo. Yttre Oslofjorden startar vid Drøbaksundet. Kusten vid Drøbak har lite "Vestlandsprägel", eftersom detta är den smalaste delen av Oslofjorden. Drøbaksundet var tidigare bevakat av Oscarsborg fästning. Under det tyska anfallet på Norge blev den tyska kryssaren Blücher sänkt i detta sundet 9. april 1940.
Oslofjordtunneln med E134 går under Drøbaksundet.